# Liste des présidents du Conseil des Cinq-Cents
La Constitution du 5 fructidor an III (22 août 1795) énonce : Article 61. - Les fonctions de président et de secrétaire ne peuvent excéder la durée d'un mois, ni dans le Conseil des Anciens, ni dans celui des Cinq-Cents. 
Ceci explique le grand nombre de présidents dans cette assemblée.
| Nom | Nom                                                                    | Nom | Dates du mandat   | Dates du mandat   | Durée (j.) | Parti ou idéologie politique    | Notes |
| --- | ---------------------------------------------------------------------- | --- | ----------------- | ----------------- | ---------- | ------------------------------- | --- |
| 1   | Pierre Daunou                                                          |     | 28 octobre 1795   | 21 novembre 1795  | 25         | Républicanisme                  | Le Dictionnaire des parlementaires français dit que « peu d'hommes politiques ont eu moins d'ennemis que Daunou, et peu de carrières littéraires ont été plus utilement et plus dignement remplies ».                                                 |
| 2   | Marie-Joseph Chénier                                                   |     | 22 novembre 1795  | 21 décembre 1795  | 29         | Républicanisme                  | Républicain favorable dans un premier temps à l'Empire, il plaide au travers de pièces de théâtre qu'il présente à Napoléon Bonaparte pour plus de liberté.                                                                                           |
| 3   | Jean-Baptiste Treilhard                                                |     | 22 décembre 1795  | 20 janvier 1796   | 29         | Républicanisme                  | Eugène Marbeau décrit Jean-Baptiste Treilhard comme « un homme honnête et droit qui se contente de faire son devoir dans la situation où la fortune le place, mais qui ne cherche pas à diriger sa vie et à dominer les événements ».                 |
| 4   | Armand-Gaston Camus                                                    |     | 21 janvier 1796   | 19 février 1796   | 29         | Républicanisme                  | Il fut l’un des premiers à prêter le serment du Jeu de paume. |
| 5   | Antoine Claire Thibaudeau                                              |     | 20 février 1796   | 20 mars 1796      | 29         | Républicanisme                  | Très populaire, Thibaudeau est élu au Conseil des Cinq-Cents par trente-deux départements. Il choisit de nouveau de siéger pour la Vienne et est élu président du premier bureau de l'Assemblée. Il préside le Conseil du 20 février au 20 mars 1796. |
| 6   | Louis-Gustave Doulcet de Pontécoulant                                  |     | 21 mars 1796      | 19 avril 1796     | 29         | Modérés                         | Charlotte Corday fit appel à lui comme défenseur car il était de la même province, la Normandie. Mais la lettre ne lui a pas été remise. « On n’a point trouvé son adresse » lui fut-il dit à l'audience.                                             |
| 7   | Aaron Jean François Crassous                                           |     | 20 avril 1796     | 19 mai 1796       | 29         | Modérés                         | |
| 8   | Joseph (ou Jacques) Defermon des Chapelières                           |     | 20 mai 1796       | 18 juin 1796      | 29         | Bonapartisme                    | |
| 9   | Jean Pelet de la Lozère                                                |     | 19 juin 1796      | 18 juillet 1796   | 29         | Modérés                         | |
| 10  | François-Antoine de Boissy d'Anglas                                    |     | 19 juillet 1796   | 17 août 1796      | 29         | Modérés                         | |
| 11  | Emmanuel Pastoret                                                      |     | 18 août 1796      | 21 septembre 1796 | 34         | Modérés                         | |
| 12  | Charles Antoine Chasset                                                |     | 22 septembre 1796 | 21 octobre 1796   | 29         | Modérés                         | |
| 13  | Jean-Jacques-Régis de Cambacérès                                       |     | 22 octobre 1796   | 20 novembre 1796  | 29         | Modérés                         | |
| 14  | Nicolas-Marie Quinette                                                 |     | 21 novembre 1796  | 20 décembre 1796  | 29         | Bonapartisme                    | |
| 15  | Jean Antoine Debry                                                     |     | 21 décembre 1796  | 19 janvier 1797   | 29         | Gauche                          | |
| 16  | François Marie Joseph Riou de Kersalaün                                |     | 20 janvier 1797   | 18 février 1797   | 29         | Droite                          | |
| 17  | Pierre-Antoine Lalloy                                                  |     | 19 février 1797   | 20 mars 1797      | 29         | Gauche                          | |
| 18  | Michel Mathieu Lecointe-Puyraveau                                      |     | 21 mars 1797      | 21 avril 1797     | 31         | Girondisme, Bonapartisme modéré | |
| 19  | François Lamarque                                                      |     | 21 avril 1797     | 19 mai 1797       | 28         | Gauche                          | |
| 20  | Jean-Charles Pichegru                                                  |     | 20 mai 1797       | 18 juin 1797      | 29         | Droite                          | |
| 21  | Pierre François Joachim Henry Larivière                                |     | 19 juin 1797      | 18 juillet 1797   | 29         | Clichyens                       | |
| 22  | Joseph Vincent Dumolard                                                |     | 19 juillet 1797   | 17 août 1797      | 29         | Modérés                         | |
| 23  | Joseph Jérôme Siméon                                                   |     | 18 août 1797      | 21 septembre 1797 | 34         | Modérés                         | |
| 24  | François Lamarque                                                      |     | 18 août 1797      | 21 septembre 1797 | 34         | Gauche                          | Il fut président par intérim du Conseil des Cinq-Cents, notamment après le Coup d'État du 18 fructidor an V. |
| 25  | Jean-Baptiste Jourdan                                                  |     | 22 septembre 1797 | 21 octobre 1797   | 34         | Bonapartisme                    | |
| 26  | François-Toussaint Villers                                             |     | 22 octobre 1797   | 20 novembre 1797  | 29         | Plaine                          | |
| 27  | Emmanuel-Joseph Sieyès                                                 |     | 21 novembre 1797  | 20 décembre 1797  | 29         | Droite libérale                 | |
| 28  | Antoine Boulay de la Meurthe                                           |     | 21 décembre 1797  | 19 janvier 1798   | 29         | Droite                          | |
| 29  | Jacques-Charles Bailleul                                               |     | 20 janvier 1798   | 18 février 1798   | 29         | Modérés                         | |
| 30  | Antoine-François Hardy                                                 |     | 19 février 1798   | 20 mars 1798      | 30         | Gauche                          | |
| 31  | Alexis François Pison de Galand                                        |     | 21 mars 1798      | 19 avril 1798     | 29         | Modérés                         | |
| 32  | Joseph Clément Poullain de Grandprey                                   |     | 20 avril 1798     | 19 mai 1798       | 29         | Modérés                         | |
| 33  | Jacques Antoine Creuzé-Latouche                                        |     | 20 mai 1798       | 18 juin 1798      | 29         | Modérés                         | |
| 34  | Marie-Joseph Chénier                                                   |     | 19 juin 1798      | 19 juillet 1798   | 30         | Gauche                          | |
| 35  | Michel Mathieu Lecointe-Puyraveau                                      |     | 20 juillet 1798   | 17 août 1798      | 28         |                                 | |
| 36  | Pierre Daunou                                                          |     | 18 août 1798      | 21 septembre 1798 | 34         | Modérés                         | |
| 37  | Jean-Baptiste Jourdan                                                  |     | 22 septembre 1798 | 21 octobre 1798   | 29         | Gauche                          | |
| 38  | Dieudonné Dubois                                                       |     | 22 octobre 1798   | 20 novembre 1798  | 29         | Bonapartisme                    | |
| 39  | Jean Julien Michel Savary                                              |     | 21 novembre 1798  | 20 décembre 1798  | 29         |                                 | |
| 40  | Théophile Berlier                                                      |     | 21 décembre 1798  | 19 janvier 1799   | 29         | Majorité                        | |
| 41  | Jean-Baptiste Leclerc                                                  |     | 20 janvier 1799   | 18 février 1799   | 29         | Majorité                        | |
| 42  | Gabriel Malès                                                          |     | 19 février 1799   | 20 mars 1799      | 29         | Majorité                        | |
| 43  | Philippe-Laurent Pons                                                  |     | 21 mars 1799      | 19 avril 1799     | 29         | Majorité                        | |
| 44  | Jean-Marie Heurtault de Lammerville                                    |     | 20 avril 1799     | 19 mai 1799       | 29         | Modérés                         | |
| 45  | Jean Antoine Debry                                                     |     | 20 mai 1799       | 18 juin 1799      | 29         | Gauche                          | |
| 46  | Jean-Joseph-Victor Genissieu                                           |     | 19 juin 1799      | 18 juillet 1799   | 29         | Gauche                          | |
| 47  | Jean-Baptiste Quirot                                                   |     | 19 juillet 1799   | 17 août 1799      | 29         | Modérés                         | |
| 48  | Antoine Boulay de la Meurthe                                           |     | 18 août 1799      | 22 septembre 1799 | 35         | Droite                          | |
| 49  | Jean-Pierre Chazal                                                     |     | 23 septembre 1799 | 22 octobre 1799   | 29         | Droite                          | |
| 50  | Lucien Bonaparte                                                       |     | 23 octobre 1799   | 12 novembre 1799  | 20         | Bonapartisme                    | |
| 51  | Antoine Boulay de la Meurthe, Pierre Daunou et Jean-Ignace Jacqueminot |     | 22 novembre 1799  | 21 décembre 1799  | 29         | Droite Modérés                  | |
| 52  | Pierre Daunou, Antoine Boulay de la Meurthe et Jean-Ignace Jacqueminot |     | 22 décembre 1799  | 26 décembre 1799  | 4          | Modérés Droite                  | |